# مايك بنسون (لاعب كرة قدم كندية)
مايك بنسون هو لاعب كرة قدم كندية كندي، ولد في 13 مايو 1987 في وينيبيغ في كندا.

## وصلات خارجية
- مايك بينسون على موقع JustSportsStats.com (الإنجليزية)